# 브리티시 미들랜드 인터내셔널
브리티시 미들랜드 인터내셔널(영어: British Midland International, BMI)은 1947년에 설립된 영국 런던 히드로 국제공항과 맨체스터 공항을 기반으로 하는 영국의 항공 회사로 본사는 도닝턴 홀에 위치해 있다.

## 개요
노팅엄에 있는 이스트 미드란드 공항이 본거지로 런던 히드로 공항에 있어서 이착륙 권한의 14%를 소유하고 있는 것 외에 런던 히드로 공항 및 맨체스터 공항에서 유럽, 북아메리카, 아프리카, 아시아에 취항하고 있다. 세계적으로 가장 규모가 큰 항공 동맹이자 스타 얼라이언스의 일원인 자본 관계는 루프트한자의 산하에 있다. 이전에 스칸디나비아 항공의 대주주였다.
2011년 11월 5일에 루프트한자부터 영국항공의 계열사인 IAG에 매각이 발표되었다. 같은 해 스타 얼라이언스를 탈퇴 후 2012년 10월 27일에 영국항공과 합병되면서 사실상 소멸되었다.
자회사는 영국의 단거리 국내선을 담당하는 BMI 리저널과 영국의 저가 항공사인 BMI 베이비가 있다. 또한 서비스의 경우 마일리지 서비스, 상급 회원 라운지가 있는데 당시 스타 얼라이언스에서 서비스가 되었다.

## 운항 노선

### 코드쉐어 협정
- Bmi는 다음과 같은 항공사와 코드쉐어를 하고 있으며 스타 얼라이언스에 속했으나 2012년 4월에 탈퇴했다.[2]

| - 에어캐나다 - 중국국제항공 - 에어 인디아 - 에어 뉴질랜드 - 전일본공수 - 오스트리아 항공 - 영국항공 (원월드) - 이집트 항공 | - 에티하드 항공 - 에티오피아 항공 - 걸프 에어 - LOT 폴란드 항공 - 말레이시아 항공 (원월드 회원) - 오만 항공 - 카타르 항공 - 로얄 브루나이 항공 | - 남아프리카 항공 - 스리랑카 항공 (원월드 회원) - 스위스 국제항공 - TAP 포르투갈 - 타이항공 - 트랜스아에로 항공 - 유나이티드 항공 - US 에어웨이즈 | - 버진 애틀랜틱 항공 |

## 보유 기종
- 2012년 6월 기준으로 Bmi는 다음과 같은 기종을 보유하고 있으며[6] 평균 기령은 7.7년이다.[7]

| 기종              | 대수 | 승객       | 승객            | 승객                | 비고 |
| 기종              | 대수 | C          | Y               | 합계                | 비고 |
| ----------------- | ---- | ---------- | --------------- | ------------------- | ---- |
| 에어버스 A319-100 | 11   | 0          | 130 144         | 130 144             |      |
| 에어버스 A320-200 | 7    | 22 20 24 0 | 102 108 156 162 | 124 128 132 156 162 |      |
| 에어버스 A321-200 | 7    | 31         | 118             | 149                 |      |
| 에어버스 A330-200 | 2    | 42 36      | 156 196         | 198 232             |      |
| 합계              | 27   |            |                 |                     |      |

## 같이 보기
- 영국의 교통
- 영국의 없어진 항공사 목록

## 사진

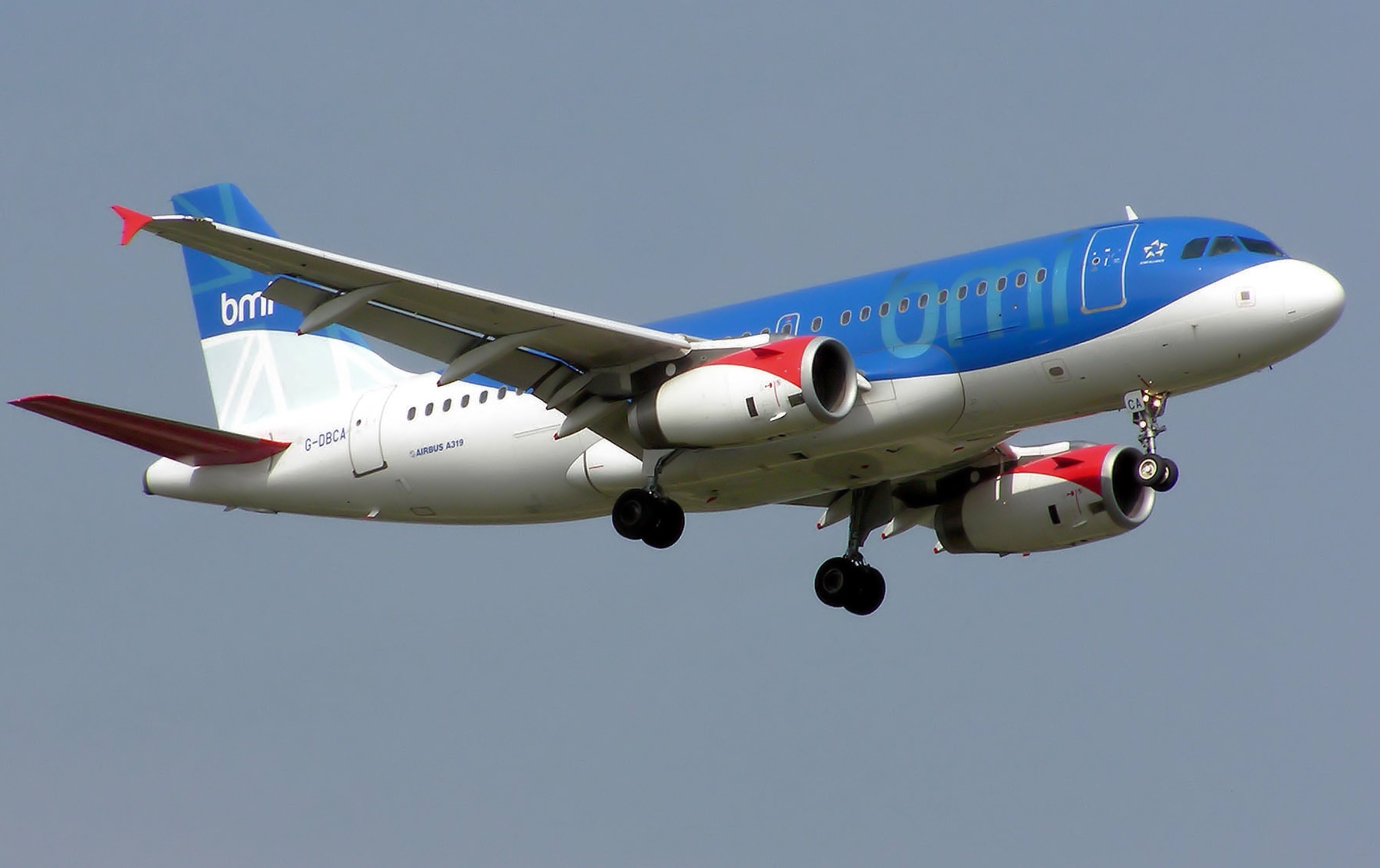
Bmi 소속 에어버스 A319-100 항공기 (퇴역)
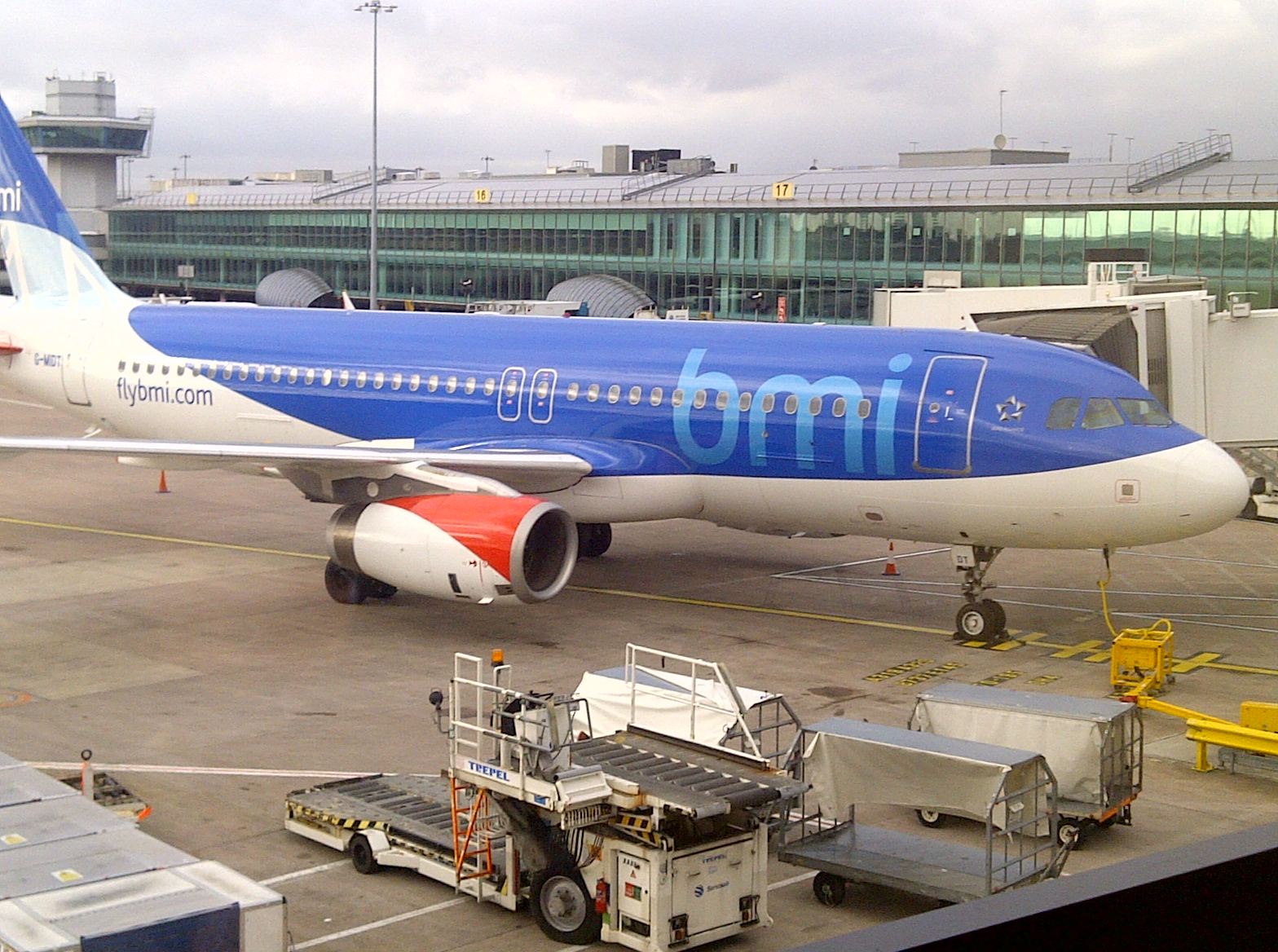
Bmi 소속 에어버스 A320-200 항공기 (퇴역)
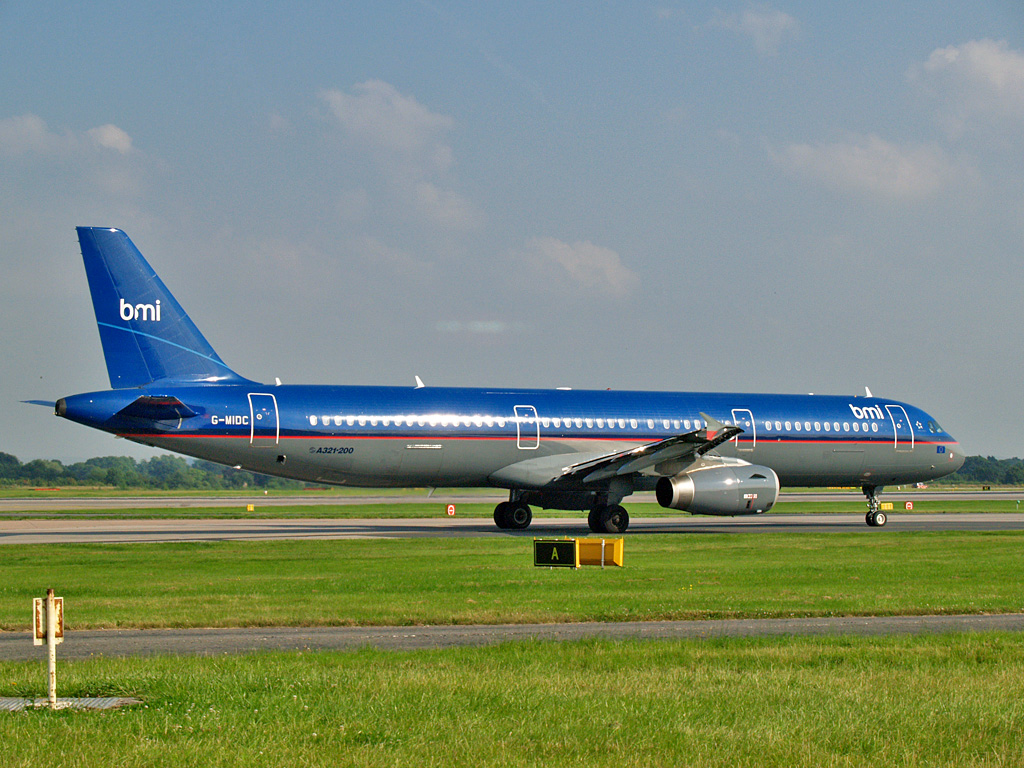
Bmi 소속 에어버스 A321-200 항공기 (퇴역)
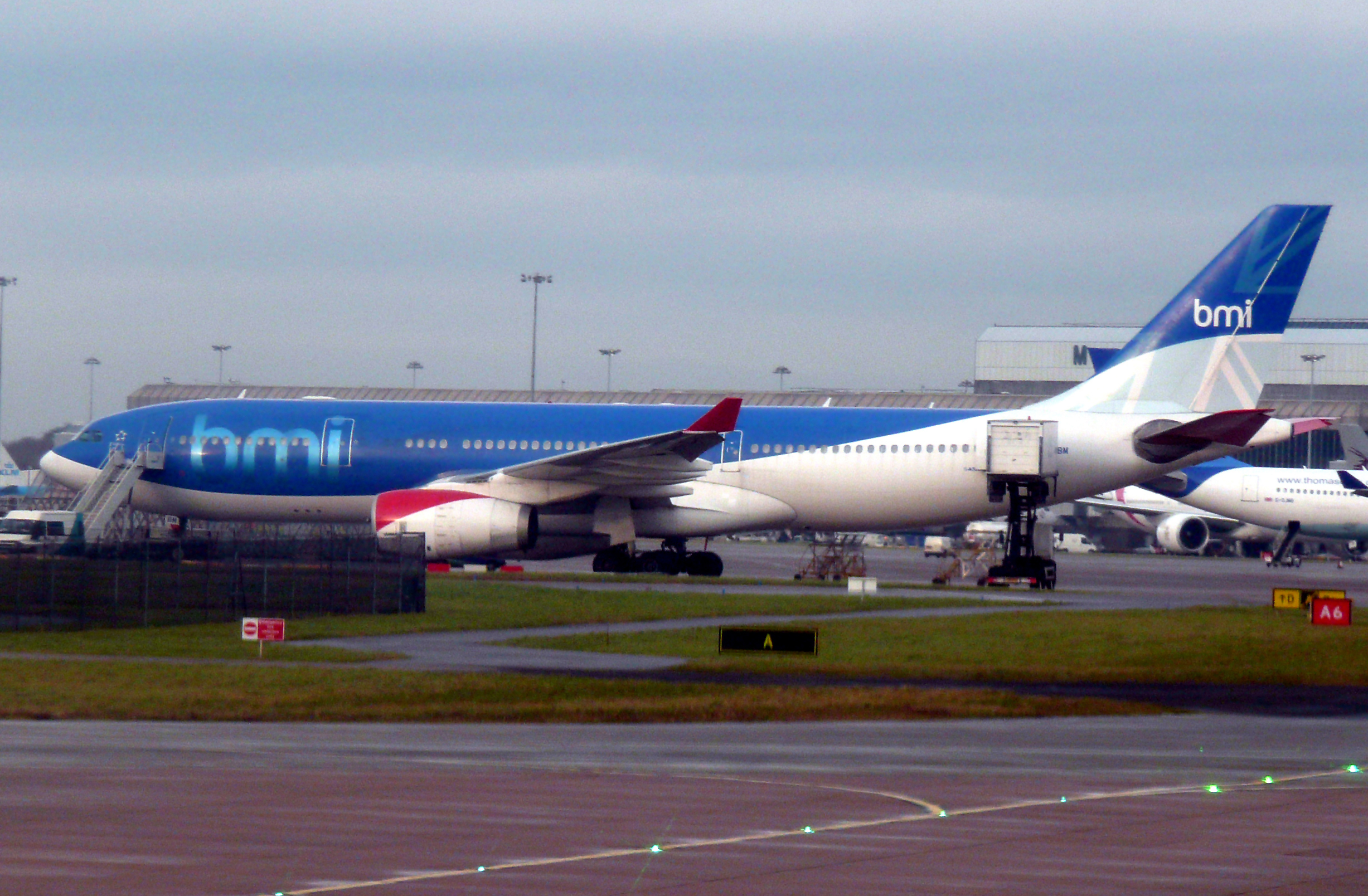
Bmi 소속 에어버스 A330-200 항공기 (퇴역)
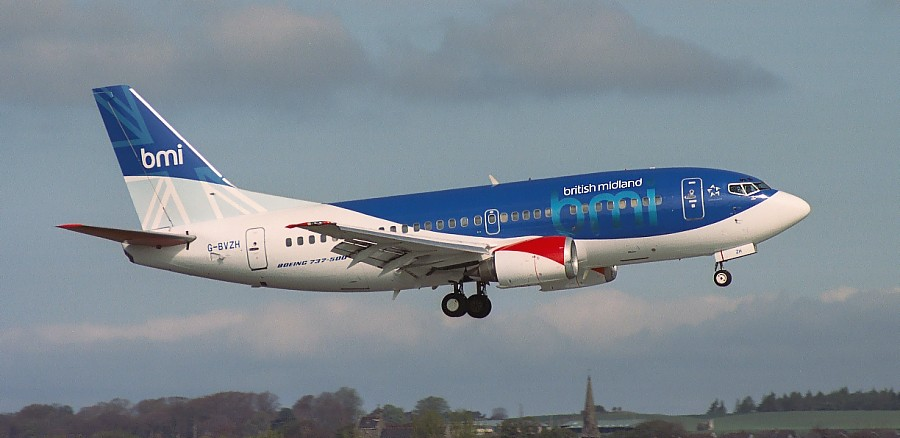
Bmi 소속 보잉 737-500 항공기 (퇴역)